# El Widj Football Club
Maillots
L'El Widj FC est un club malien de football basé à Aguel'hoc.
Le club se classe dernier du championnat du Mali 2013-2014.